# El Puente de Sabiñánigo
El Puente de Sabiñánigo (en aragonais : Samianigo Baixo ou O Puent de Samianigo)  est un village de la province de Huesca, situé à environ un kilomètre et demi au sud-est du centre de la ville de Sabiñánigo, à laquelle il est rattaché administrativement et dont l'agglomération l'a aujourd'hui absorbé. Il doit son nom au pont sur le Gállego.
Il compte 24 foyers et 148 habitants au milieu du XIXe siècle, et 40 habitants lors du recensement de 2016. 
Le village comprend plusieurs maisons anciennes caractéristiques de l'architecture populaire du Serrablo, avec des cheminées aragonaises, dont la casa Batanero, qui accueille aujourd'hui le musée des Arts populaires du Serrablo. 